# Ветроэнергетика Канады
Канада имеет идеальное географическое положение для развития ветроэнергетики. Центральный регион этой страны представляет собой бескрайние прерии, кроме того, Канада обладает огромной морской береговой линией и большим количеством пресноводных озёр. Благодаря этим благоприятным условиям, ветроэнергетические установки сейчас работают во всех 10 провинциях, а также на территории Юкон. Они обеспечивают полтора миллиона домов и предприятий чистой энергией. Тем не менее, сейчас весь объём энергии, полученной при помощи ветра, составляет только 1 % от всей электроэнергии, произведенной в стране. При всех своих широких возможностях Канада является только 16 в мире страной-производителем ветровой энергии. В 2022 году мощность ветроэнергетики составляла 15 295 МВт.

## Установленные мощности
В декабре 2008 года установленные мощности ветряной энергетики Канады превысили 2000 МВт. и составили 2246 МВт. Канада стала 12 страной мира, имеющей более 2000 МВт. ветряных мощностей.
2246 МВт. ветряных электростанций Канады способны вырабатывать электроэнергию, достаточную для обеспечения 671 000 коттеджей, что эквивалентно 1 % от всего производства электроэнергии страны. Около 60 % электроэнергии Канада производит на гидроэлектростанциях.Ha 2016 г.  установленная мощность ветроэлектроэнергии в Канаде (т.е. максимально возможная) 11898 MBт, на 2017 г.  12236 MBт. Ho нужно раз в год делать ремонт, если ветряк по 1 мегаваттy и больше.
| Год  | Установленная мощность МВт. |
| ---- | --------------------------- |
| 2000 | 137                         |
| 2001 | 198                         |
| 2002 | 236                         |
| 2003 | 322                         |
| 2004 | 444                         |
| 2005 | 684                         |
| 2006 | 1460                        |
| 2007 | 1770                        |
| 2008 | 2369                        |
| 2009 | 3319                        |
| 2010 | 4008                        |
| 2011 | 5265                        |

Таблица: Установленные мощности по годам.
Всего в конце 2009 года в Канаде работали 99 ветропарков.
| Провинция             | Установленная мощность МВт. |
| --------------------- | --------------------------- |
| Онтарио               | 1236                        |
| Квебек                | 659                         |
| Альберта              | 590                         |
| Саскачеван            | 171                         |
| Остров Принца Эдуарда | 151                         |
| Манитоба              | 104                         |
| Новая Шотландия       | 59                          |

Таблица: Установленные мощности по провинциям, конец 2009 года.

## Производители оборудования
В 2005 году в Канаде было инвестировано более $400 млн в строительство новых заводов по производству ветрогенераторов, лопастей, башен и др. комплектующих.
В 2006 году в ветряной индустрии Канады было занято 3785 человек. Выручка компаний, занятых в ветроэнергетике, составила $1,6 млрд.
В 2007 году три четверти компаний, занятых в ветряной индустрии Канады, имели канадское происхождение. Около трети компаний строили ветряные электростанции. 27 % компаний оказывали консультационные услуги, а остальные производили оборудование, строительные работы, или продавали электроэнергию.

## Гибридная ветроэнергетика
Для обеспечения энергией отдалённых посёлков применяются гибридные схемы: ветродизельные и ветроводородные. В ветродизельной схеме безветренную погоду энергию производят дизель-генераторы.
В ветроводородной схеме излишки энергии используются для производства водорода из воды методом электролиза. Водород хранится, и используется для производства электроэнергии в двигателях внутреннего сгорания. По ветроводородной схеме в Канаде будут работать два проекта: Prince Edward Island Wind-Hydrogen Village и в городе Ramea.

## Малая ветроэнергетика
К малой ветроэнергетике в Канаде относятся ветрогенераторы мощностью от 0,3 кВт. до 300 кВт. В малой ветроэнергетике Канады работают 135 компаний.
Всего в Канаде в конце 2008 года были установлены 2200—2500 малых ветрогенераторов. Их суммарная мощность 1,8 МВт — 4,5 МВт.
Потенциал малой ветроэнергетики Канады оценивается в 140 тысяч турбин суммарной мощностью 600 МВт.
Провинция Онтарио с 1 октября 2009 года доплачивает фермерам $0,145 CAD за каждый кВт.ч. электроэнергии, произведённой из энергии ветра.

## Офшорная ветроэнергетика
Провинция Онтарио имеет значительный потенциал к развитию оффшорной ветроэнергетики: согласно докладу, опубликованному в 2010 г. некоммерческой организацией Совещательный Совет Канады (Conference Board of Canada), в ближайшие 15 лет на шельфе можно было бы вырабатывать дополнительные 2,000 МВт. В начале 2010-х годов канадские и зарубежные компании стремились начать разрабатывать потенциал Великих озёр. Например, канадская компания Trillium Power Energy Corporation планировала построить оффшорную ветряную электростанцию мощностью 710 МВт. в 15 километрах от берега Острова Принца Эдуарда. Планировалось установить 142 турбины. Однако в феврале 2011 г. либеральное правительство провинции ввело «мораторий на шельфовые проекты до тех пор, пока эта сфера ветроэнергетики не будет изучена должным образом». До тех пор, пока ученые не выяснят, как ВЭУ влияют на качество воды и окружающую среду, все оффшорные проекты будут приостановлены, за исключением одного. Речь идет о строительстве ветровой электростанции мощностью 300 МВт у берегов острова Вулф Айлнд, недалеко от города Кингстон (озеро Онтарио) компанией Виндстим Энерджи (Windstream Energy). Этот мораторий кажется не самым удачным решением властей, поскольку он вносит значительную неопределенность в инвестиционную обстановку в провинции. Уже сейчас многие компании выразили своё недовольство, а некоторые, такие как Триллиум (Trillium) и Зе СаусПоинт Винд (The SouthPoint Wind), оспаривают решение провинциальных властей в суде..

## Wind Vision 2025
В 2008 году Канадская ассоциация ветроэнергетики (CanWEA) опубликовала прогноз развития ветроэнергетики до 2025 года под названием Wind Vision 2025. К 2025 году установленные мощности ветряных электростанций Канады вырастут до 55 000 МВт. и смогут вырабатывать 20 % электроэнергии, производимой в стране. Ветроэнергетика создаст 50 000 рабочих мест, выбросы парниковых газов сократятся на 17 миллионов тонн. Общая необходимая для реализации этого проекта площадь равна 5500 км², что представляет собой территорию размером с Остров Принца Эдуарда..

## Канадская ассоциация ветроэнергетики
Общественная некоммерческая организация Канадская ассоциация ветроэнергетики (Canadian Wind Energy Association (CanWEA) создана в 1984 году. В конце 2008 года в ассоциации состояли 340 членов.